# Detlef Uibel
Detlef Uibel, né le 24 avril 1959 à Guben, est un coureur cycliste est-allemand et entraîneur allemand. Durant sa carrière de coureur, il est spécialiste de la vitesse sur piste. De 1996 à 2021, il est l'entraîneur en chef des disciplines du sprint de l'équipe nationale sur piste allemande.

## Biographie

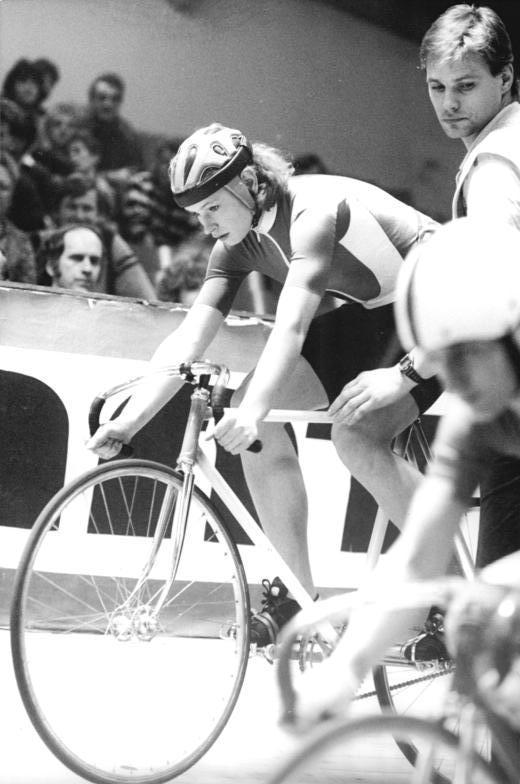
Detlef Uibel en tant qu'entraineur de la sprinteuse Annett Neumann en 1989.

Detlef Uibel commence le cyclisme à l'âge de neuf ans. Son entraîneur est alors son père et son premier club est le BSG Lok Guben. En 1975, il remporte un titre lors du championnat d'Allemagne de l'Est  de poursuite par équipes chez les jeunes. En 1977, il est médaillé de bronze de la vitesse juniors aux mondiaux sur piste juniors (moins de 19 ans) derrière Lutz Hesslich et le Soviétique Sergueï Kopylov. En 1981, il est médaillé de bronze de la vitesse amateurs aux mondiaux sur piste de Brno derrière les deux mêmes coureurs. En 1985, il devient champion d'Allemagne de l'Est du kilomètre amateurs.
En 1986, il termine sa formation d'entraîneur à l'École supérieure allemande de culture physique de Leipzig et a ensuite exercé sa profession. Il crée un groupe d'entrainement pour femmes à Cottbus et devient entraineur pour les juniors allemands en 1991. En 1996, il est nommé chez les élites. 
En 2018, il est nommé « Entraîneur de l'année » lors de la cérémonie de la Personnalité sportive allemande de l'année à Baden-Baden. Fin 2021, il met fin à son travail d'entraineur à la fédération allemande. Les athlètes supervisés par Uibel ont remporté un total de 14 médailles olympiques (dont trois titres), 83 médailles aux championnats du monde (dont 33 en or) et plus de 100 médailles aux championnats d'Europe.

## Vie privée
Entre 1981 et 1993, Detlev Uibel est marié à l'athlète spécialiste des haies Birgit Uibel-Sonntag, décédée en janvier 2010. Le couple a un enfant physiquement handicapé, ce qui est attribué au fait que sa mère était fortement dopée à l'époque de la RDA. Il s'est remarié avec la pistarde Annett Neumann, avec qui, il a eu une fille. Le couple a divorcé par la suite.
Le dimanche 29 octobre 1995, l'équipe cycliste de Cottbus était en route pour le camp d'entraînement situé à Erfurt (Thuringe), lorsque le minibus conduit par Uibel a eu un grave accident. Quatre jeunes cyclistes ont été légèrement blessés. Detlef Uibel a eu son pronostic vital engagé pendant plusieurs semaines et Ina Heinemann l'espoir du cyclisme allemand sur piste a dû être opérée pendant huit heures, avant qu'on l'a déclare à l'âge de 20 ans paraplégique à vie et confinée dans un fauteuil roulant.

## Palmarès

### Championnats du monde
- Vienne 1977 (juniors)
  -  Médaillé de bronze de la vitesse juniors
- Brno 1981
  -  Médaillé de bronze de la vitesse amateurs
- Leicester 1982
  - 4e de la vitesse amateurs

### Championnats d'Allemagne de l'Est
- Champion d'Allemagne de l'Est du kilomètre amateurs en 1985